# Schmalzgrube (Bergisch Gladbach)
Schmalzgrube ist ein Ortsteil im Stadtteil Sand von Bergisch Gladbach.

## Geschichte
Schmalzgrube ist eine frühneuzeitliche Siedlung, die als Pachtgut des Rittersitzes Lerbach entstanden ist. Sie ist im Urkataster in der Gemeinde Bensberg-Freiheit verzeichnet. Das Grundwort Grube weist darauf hin, dass in der Umgebung Bergbau betrieben worden ist. Das Bestimmungswort Schmelz kennzeichnet den anschließenden Vorgang des Schmelzens von Erzen (Eisen, Blei und auch Silber).

## Bergbau
In der Umgebung von Schmalzgrube hat es viele Gruben gegeben, die sich teilweise überlagerten. Zu erwähnen sind die Bergwerke Grube Blücher, Grube Bertha, Grube Britannia und Grube Selma.